# Лонке (гміна Студзеніце)
Лонке (пол. Łąkie, нім. Lonken, 1937-45: Friedrichsee) — село в Польщі, у гміні Студзениці Битівського повіту Поморського воєводства.
Населення — 71 особа (2011).
У 1975-1998 роках село належало до Слупського воєводства.

## Демографія
Демографічна структура станом на 31 березня 2011 року:
|          | Загалом | Допрацездатний вік | Працездатний вік | Постпрацездатний вік |
| -------- | ------- | ------------------ | ---------------- | -------------------- |
| Чоловіки | 36      | 4                  | 28               | 4                    |
| Жінки    | 35      | 8                  | 22               | 5                    |
| Разом    | 71      | 12                 | 50               | 9                    |